# بانو با یک چتر آفتابی

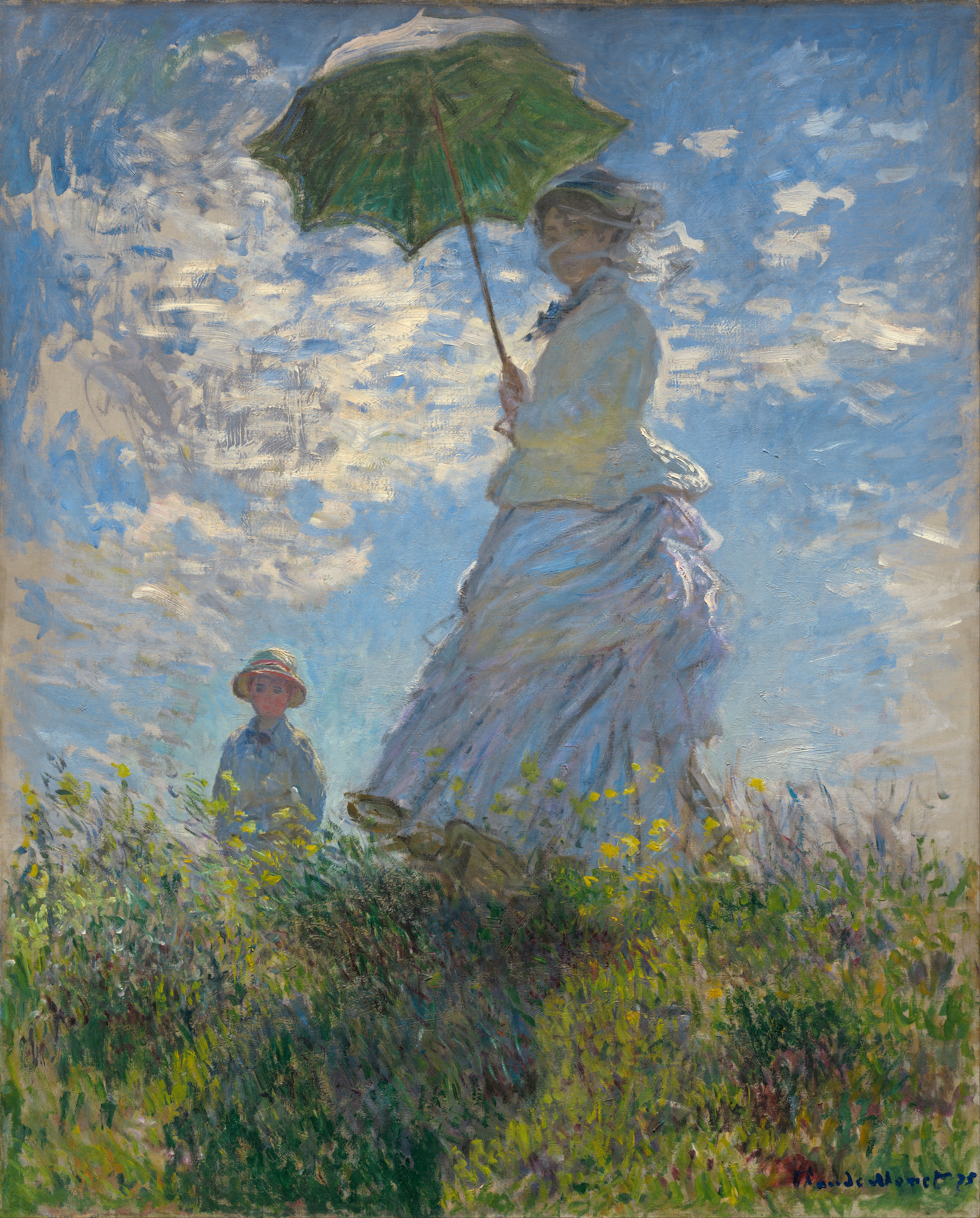
کلود مونه، بانو با یک چتر آفتابی - مادام مونه و فرزندش, ۱۸۷۵, نگارخانه ملی هنر آمریکا، واشینگتن، دی.سی.

بانو با یک چتر آفتابی (انگلیسی: Woman with a Parasol - Madame Monet and Her Son) یک نقاشی رنگ روغن بر روی بوم اثر کلود مونه نقاش امپرسیونیست فرانسوی به سال ۱۸۷۵ می‌باشد، این نقاشی که مادام کامیل مونه همسر نقاش را به همراه فرزندشان ژان مونه نشان می‌دهد گاهی به عنوان قدم زدن هم شناخته می‌شود که در دورهٔ ۱۸۷۱ تا ۱۸۷۷ آثار طراحی شدهٔ استاد قرار دارد. در آن زمان آنها در ارژانتوی زندگی می‌کردند، طرح اثر بر گرفته از قدم زنی در یک روز تابستانی است که باد هم می‌وزد.

## توضیحات
جلوهٔ نور و رنگ آمیزی آن به واسطهٔ یک روز تابستانی و پوشش لباس مادام مونه و طرح حرکات مواج لباس به واسطهٔ باد و چمنزار تأثیر گرفته از حرکت باد به خوبی توسط مونه در این نقاشی نقش گردیده، مونه در هنگام طرح در موضع پائین قرار گرفته و مدل‌های نقاشی او در قسمت بالاتری قرار دارند که در بر دارندهٔ یک چشم‌انداز قوی از ابرهای سفید کرکی در آسمان لاجوردی است، یک پسر که فرزند ۷ سالهٔ خود نقاش است در نمای دورتری از تصویر قرار دارد به شکل پنهان شده و پوشیده شده از سطح زمین و فرو رفتگی آن که فقط از کمر به بالا قابل مشاهده است، یک نقاشی سبک از صحنهٔ روزمرهٔ خانواده در تفرجگاه، این کار در خارج از خانه و در فضای باز طرح شده و احتمالاً طرح‌های ابتدائی آن به سرعت و در یک دورهٔ واحد متشکل از چند ساعت قلم زنی شده‌است، ابعاد این نقاشی مونه (۱۰۰ × ۸۱) سانتیمتر است و بزرگترین طرح استاد در سال ۱۸۷۰ می‌باشد، در گوشهٔ سمت راست پائین اثر امضای مونه به شکل «Monet 75» مشهود است

## تاریخچه
این نقاشی یکی از ۱۸ آثار مونه است که در دومین نمایشگاه امپرسیونیست‌ها در آوریل ۱۸۷۶ برای عموم در گالری دلال مشهور آن زمان پل دوراند روئل به نمایش گذاشته شد، ۱۰ سال بعد مونه به موضوع و طرح مشابه بازگشت، نقاشی‌های جفت از دختر زن دوم خود سوزان مونه در سال ۱۸۸۶ با یک سایبان در علفزاری در ژیورنی که هم‌اکنون در موزه اورسی می‌باشد. ، جان سینگر سارجنت وقتی این دو نقاشی مونه را دید با الهام از آن نقاشی مشابه خود با نام دو دختر با چترهای آفتابی در فلادبوری را به سال ۱۸۸۹ طرح کرد.

## نگارخانه

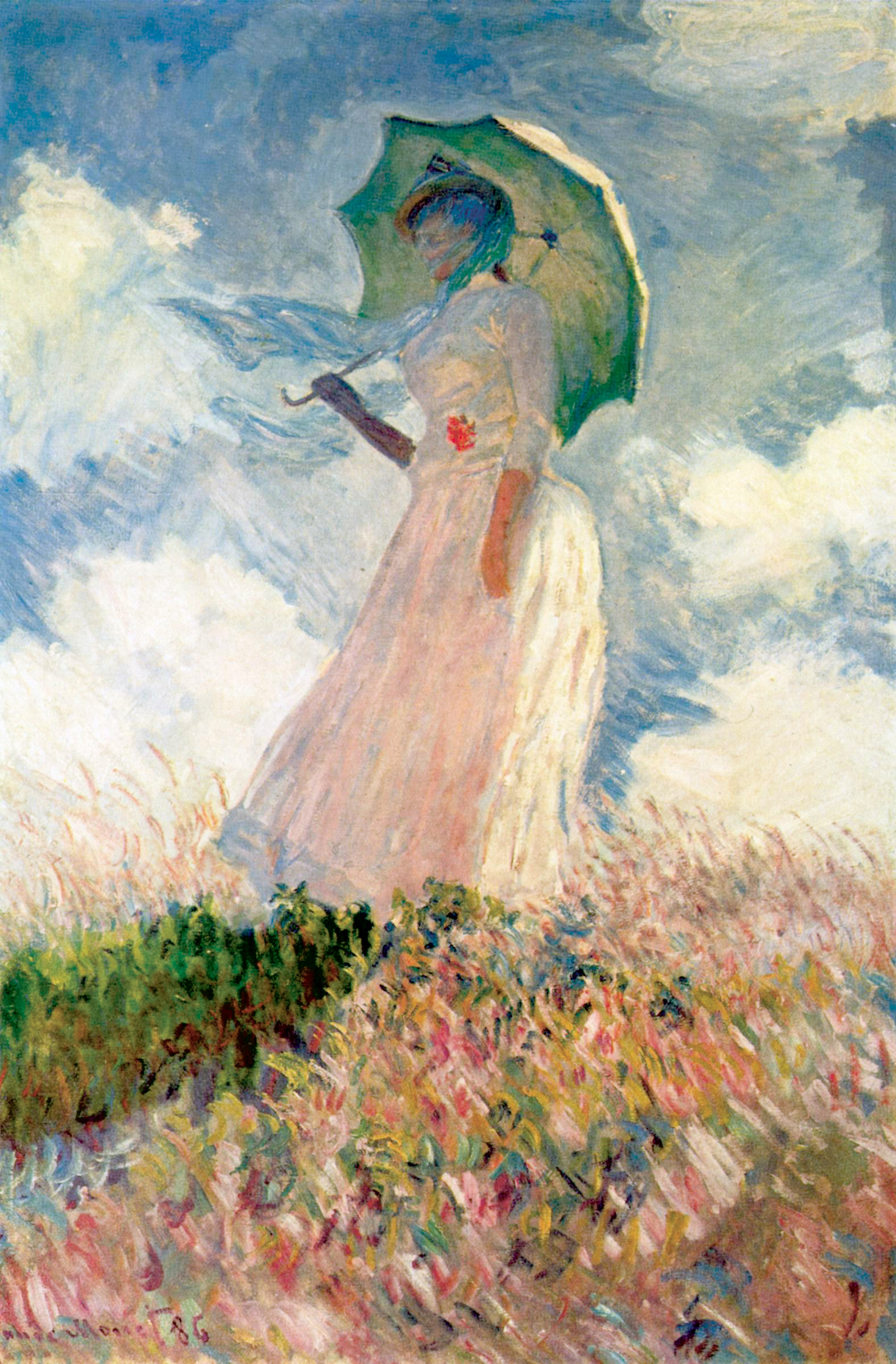
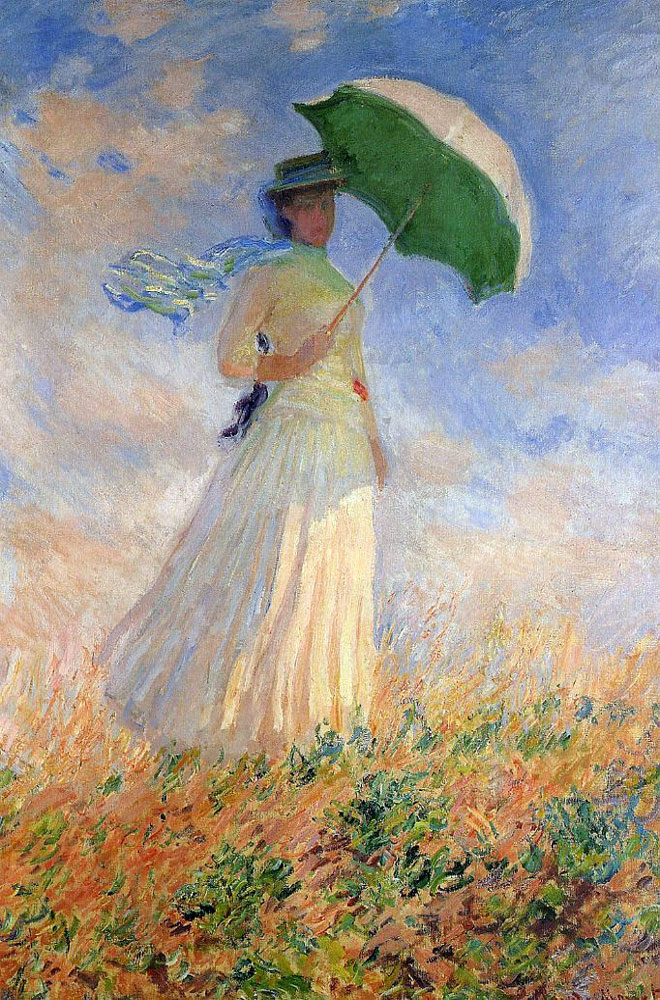
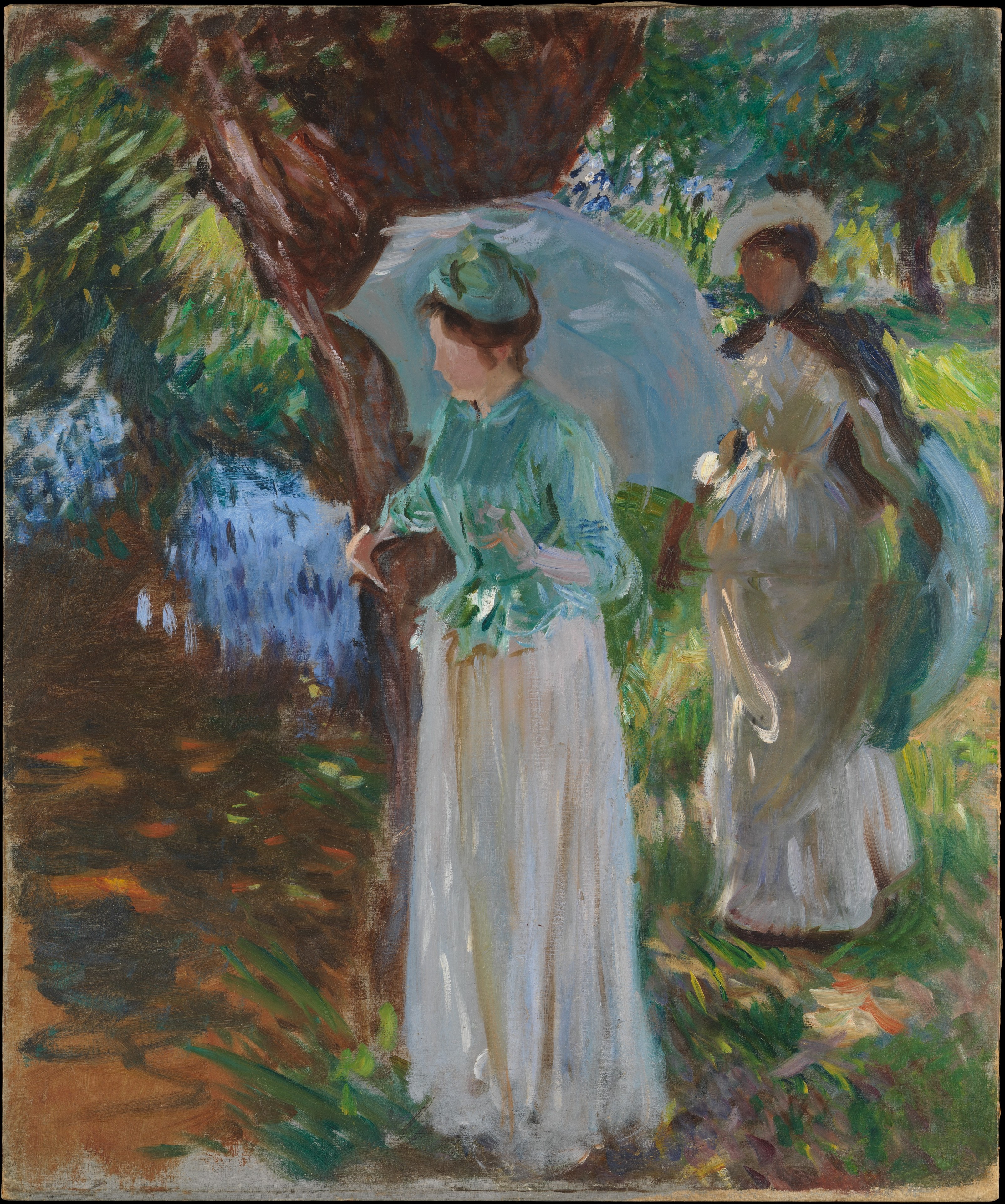

## واژگان
1. ↑  Claude Monet
2. ↑  Impressionist
3. ↑  Camille Monet
4. ↑  Jean Monet
5. ↑  Argenteuil
6. ↑  John Singer Sargent
7. ↑  Suzanne Monet
8. ↑  Giverny
9. ↑  Musée d'Orsay
10. ↑  John Singer Sargent
11. ↑  Two Girls with Parasols at Fladbury